# Omnos
Omnos è il primo singolo del gruppo musicale folk metal svizzero Eluveitie, pubblicato il 20 marzo 2009 per Nuclear Blast.

## Tracce
1. Omnos – 3:48
2. Brictom – 4:22

## Formazione
- Päde Kistler – cornamusa, flauto, fischio
- Merlin Sutter – batteria
- Siméon Koch – chitarra elettrica
- Chrigel Glanzmann – voce, mandolino, flauto traverso, fischio, cornamusa, gaita, chitarra acustica, bodhrán
- Meri Tadic – violino, voce
- Kay Brem – basso
- Ivo Henzi – chitarra elettrica
- Anna Murphy – ghironda, voce